# Proyecto de Constitución Argentina de 1813
El Proyecto de Constitución de 1813 fue el primer intento de establecer una Constitución para las Provincias Unidas del Río de la Plata. Fue uno de los objetivos de la Asamblea del Año XIII, convocada por el Segundo Triunvirato.
Más allá de su fracaso, sirvió de base y precedente para la Constitución Argentina de 1853.